# Espírito Santo na Ferratella (título cardinalício)
O título cardinalício de Espírito Santo na Ferratella (em latim: Titulus Spiritus Sancti ad Ferratellam) foi instituido pelo Papa João Paulo II em 28 de junho de 1988.

## Titulares protetores
- Vincentas Sladkevičius, M.I.C. (1988-2000)
- Ivan Dias (2001-2017)
- Ignatius Suharyo Hardjoatmodjo (2019-atual)